# کولین کلی
کالین پرودی کلی جونیور ( ‎/ˈkoʊlɪn/‎ ؛ ۱۱ ژوئیه ۱۹۱۵ - ۱۰ دسامبر ۱۹۴۱) خلبان B-17 فلایینگ فورترس در حین جنگ جهانی دوم بود که در بمباران نیروی دریایی ژاپن در روز اول پس از حمله پرل هاربر شرکت کرد. او به عنوان اولین قهرمانان آمریکایی در جنگ یاد می شود، او به خدمه خود دستور نجات داد، در حالی که در کنترل بمب افکن بود و سعی می کرد هواپیما را قبل از انفجار در هوا نگه دارد و انفجار هواپیما باعث مرگ او شد. او اولین B-17 آمریکایی بود که در جنگ سرنگون شد.

## زندگی
کلی در مدیسون ، فلوریدا در سال ۱۹۱۵ متولد شد و در سال ۱۹۳۲ از دبیرستان فارغ التحصیل شد. او در سال ۱۹۳۳ وست پوینت رفت، در کلاس ۱۹۳۷ فارغ التحصیل شد و به گروه بمب افکن B-17 پیوست. او اولین افسر ارتش بود که با فلایینگ فورترس بوئینگ در شرق دور پرواز کرد.
 